# Jarosław Kłys
Jarosław Kłys (* 23. Juli 1977 in Nowe) ist ein ehemaliger polnischer Eishockeyspieler, der sowohl mit seinem Jugendverein Aksam Unia Oświęcim als auch mit dem KS Cracovia aus Krakau mehrfach polnischer Eishockeymeister wurde.

## Karriere
Jarosław Kłys begann seine Karriere als Eishockeyspieler in der Jugendabteilung von Unia Oświęcim. Als 18-Jähriger ging er nach Sosnowiec in die polnische Eishockeyakademie, für deren erste Mannschaft er in der Ekstraliga spielte. In der Spielzeit 1996/97 spielte er mit Olimpia Sosnowiec in der East European Hockey League. Anschließend kehrte er nach Auschwitz zurück und spielte ein knappes Jahrzehnt bei seinem Jugendverein Unia, mit dem er von 1998 bis 2004 sieben Mal in Folge polnischer Meister wurde. 2000 und 2003 gewann er mit dem Klub auch den polnischen Pokalwettbewerb. Nachdem er die Saison 2006/07 beim KS Toruń verbracht hatte, spielte er – mit Ausnahme der Saison 2011/12, in der er noch einmal für Aksam Unia Oświęcim aktiv war – bis zu seinem Karriereende 2015 für den KS Cracovia. Mit dem Klub aus der traditionsreichen Universitätsstadt Krakau gewann er 2008, 2009, 2011 und 2013 erneut den polnischen Meistertitel und 2014 den Pokalwettbewerb. 2011 wurde er selbst für das All-Star-Team der Ekstraliga nominiert.

### International
Für Polen nahm Kłys im Juniorenbereich an der U18-A-Europameisterschaft 1994 und der U18-B-Europameisterschaften 1995 sowie der U20-Weltmeisterschaft 1997 teil.
Mit der Herren-Nationalmannschaft spielte er bei der B-Weltmeisterschaft 1999 und nach der Umstellung auf das heutige Divisionensystem bei den Weltmeisterschaften der Division I 2003, 2004, 2005, 2006, 2007, 2008, 2009, 2010 und 2011. Zudem vertrat er seine Farben bei der Olympiaqualifikation für die Winterspiele 2014 in Sotschi.

## Erfolge und Auszeichnungen
- 1998 Polnischer Meister mit Unia Oświęcim
- 1999 Polnischer Meister mit Unia Oświęcim
- 2000 Polnischer Meister und Pokalsieger mit Unia Oświęcim
- 2001 Polnischer Meister mit Unia Oświęcim
- 2002 Polnischer Meister mit Unia Oświęcim
- 2003 Polnischer Meister und Pokalsieger mit Unia Oświęcim
- 2004 Polnischer Meister mit dem Unia Oświęcim
- 2008 Polnischer Meister mit dem KS Cracovia
- 2009 Polnischer Meister mit dem KS Cracovia
- 2011 Polnischer Meister mit dem KS Cracovia
- 2011 All-Star-Team der Ekstraliga
- 2013 Polnischer Meister mit dem KS Cracovia
- 2014 Polnischer Pokalsieger mit dem KS Cracovia

## Ekstraliga-Statistik
(Stand: Ende der Saison 2014/15)